# Rivière Elorn
Rivière Elorn este o arie protejată (sit de importanță comunitară — SCI) din Franța întinsă pe o suprafață de 2.394 ha, integral pe uscat.

## Localizare
Centrul sitului Rivière Elorn este situat la coordonatele 48°26′34″N 4°05′05″W / 48.44278°N 4.08472°V.

## Înființare
Situl Rivière Elorn a fost declarat arie specială de conservare în baza directivei 92/43 din 1992 referitoare la conservarea habitatelor naturale și a faunei și florei sălbatice pentru a proteja 3 specii de plante și 14 specii de animale.

## Biodiversitate
Situată în ecoregiunea atlantică, aria protejată conține 20 de habitate naturale: Estuare, Terase mlăștinoase și terase nisipoase neacoperite de apă la reflux, Vegetație anuală la limita mareei, Cursuri de apă de la nivel de câmpie la nivel montan, cu vegetație Ranunculion fluitantis și Callitricho-Batrachion, Pajiști uscate europene, Turbării active, Salicornia și alte specii anuale care populează regiunile mlăștinoase și nisipoase, Pante stâncoase silicioase cu vegetație casmofită, Păduri de fag Asperulo-Fagetum, Păduri aluvionare cu Alnus glutinosa și Fraxinus excelsior (Alno-Padion, Alnion incanae, Salicion albae), Roci stâncoase cu vegetație pionieră de Sedo-Scleranthion sau Sedo albi-Veronicion dillenii, Pășuni atlantice udate de apa mării (Glauco-Puccinellietalia maritimae), Pajiști umede atlantice temperate cu Erica ciliaris și Erica tetralix, Mlaștini oligotrofe degradate, capabile încă de regenerare naturală, Păduri pe pante, grohotișuri și ravene de Tilio-Acerion, Păduri de fag acidofile atlantice, cu subarboret de Ilex și, uneori, de asemenea, Taxus, la nivelul arbuștilor (Quercion robori-petraeae sau Ilici-Fagenion), Mlaștini împădurite, Pajiști cu Molinia pe soluri calcaroase, turboase sau argilos-nămoloase (Molinion caeruleae), Liziere de ierburi înalte hidrofile de câmpie și de nivel montan până la alpin, Ape oligotrofe din câmpii nisipoase, cu un conținut foarte redus de minerale (Littorelletalia uniflorae).
La baza desemnării sitului se află mai multe specii protejate:
- plante (3): Luronium natans, Sphagnum pylaesii, Trichomanes speciosum
- mamifere (3): liliac cârn (Barbastella barbastellus), vidră de râu (Lutra lutra), liliacul mare cu potcoavă (Rhinolophus ferrumequinum)
- nevertebrate (4): Elona quimperiana, fluturele auriu (Euphydryas aurinia), rădașcă (Lucanus cervus), Margaritifera margaritifera
- pești (7): Alosa alosa, Alosa fallax, zglăvoacă (Cottus gobio), Cottus perifretum, cicar (Lampetra planeri), Petromyzon marinus, somonul (Salmo salar)

Pe lângă speciile protejate, pe teritoriul sitului au mai fost identificate 9 specii de plante, 1 specie de amfibieni, 1 specie de pești.